# بیانیفنگ

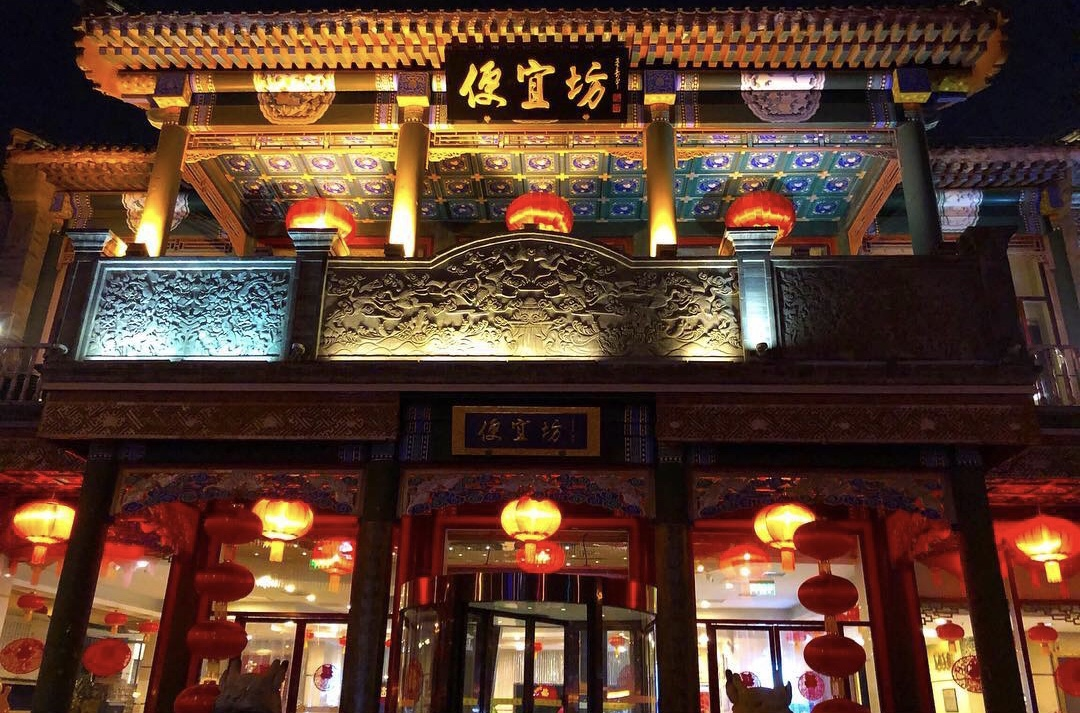
Bianyifang

بیانیفنگ (انگلیسی: Bianyifang) رستورانی در پکن است که برای مرغابی پکن مشهور است و بیش از ۶۰۰ سال پیش در دوره‌ی دودمان مینگ بنا نهاده‌شده‌است. این رستوران یکی از مشهورترین‌های رستوران‌های چین است که شعب متعددی دارد، و فلسفه‌ی آن از این قرار است: «آرام و راحت».